# Il sorriso della Gioconda
Il sorriso della Gioconda è un breve racconto di Aldous Huxley, scritto nel 1921.
Da questo racconto, nel 1947 è stato girato un film dal regista Zoltán Korda. L'anno successivo verrà anche arrangiato per il teatro, anche se, effettivamente, il racconto di per sé è già una specie di copione.
Il racconto è stato pubblicato all'interno della raccolta Mortal Coils pubblicata nel 1922.

## Collegamenti
- Aldous Huxley
- Mortal Coils